# Julian Matthews
Julian Matthews, född 21 juli 1988, är en nyzeeländsk medeldistanslöpare.
Matthews tävlade för Nya Zeeland vid olympiska sommarspelen 2016 i Rio de Janeiro, där han blev utslagen i försöksheatet på 1 500 meter.